# Florian Kranebitter
Florian Kranebitter (* 17. März 1986) ist ein österreichischer Skeletonpilot.
Im Jahr 2005 begann der in Zirl lebende Kranebitter mit Skeletonwettkämpfen, zwei Jahre später debütierte er im November 2007 im Skeleton-Europacup der Saison 2007/08. Dort gelang ihm in Igls zwar nur ein 36. Rang, dennoch folgten weitere EC-Einsätze. Insgesamt konnte er in diesem Winter als bestes Resultat im Europacup einen 21. Rang erreichen, außerdem gelangen ihm bei lokalen Rennen schon Platzierungen in der Nähe des Podestes. So wurde er Vierter bei der Österreichischen Meisterschaft 2007 und Fünfter beim Tyrol Cup. Nachdem Kranebitter im Februar 2008 auch bei der Juniorenweltmeisterschaft als Sechzehnter recht erfolgreich teilgenommen hatte, wurde er im November 2008, ein Jahr nach seinem Debüt im Europacup, auch für den Weltcup nominiert. Im ersten Rennen der Saison 2008/09 gelang ihm ein 26. Rang bei 29 Teilnehmern. Damit sammelte Kranebitter gleich seine ersten Weltcuppunkte.